# Ringwall Burgstuhl

## Geografische Lage
Der Ringwall Burgstuhl ist eine abgegangene vorgeschichtliche oder frühmittelalterliche Ringwallanlage (Wallburg) auf 504,8 m ü. NN im Bereich Burgstuhl. Sie liegt zwischen den Dörfern Königsfeld (Oberfranken) und Treunitz, einem Gemeindeteil von Königsfeld, im Landkreis Bamberg in Bayern.

## Beschreibung

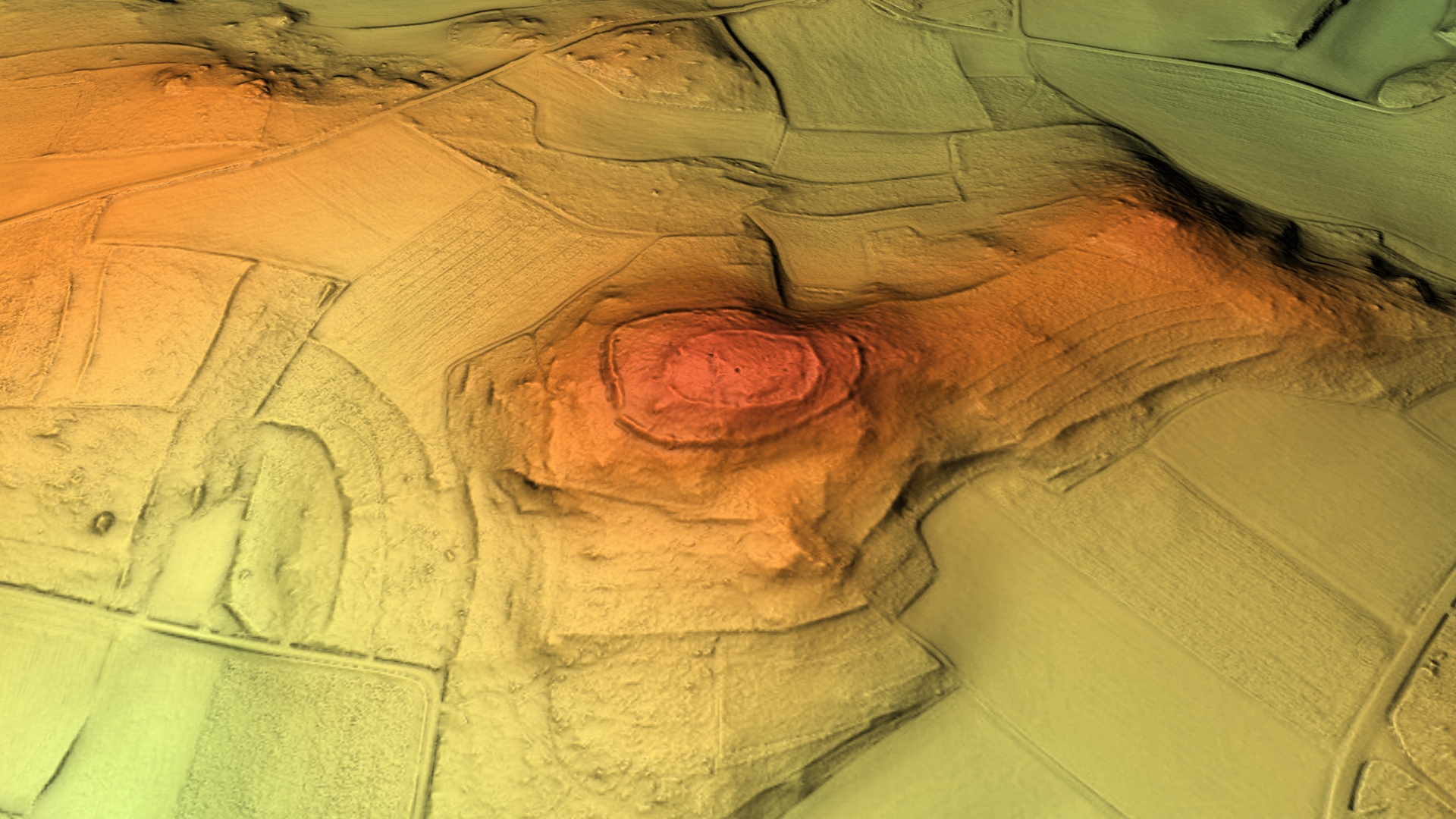
3D-Ansicht des digitalen Geländemodells

Der Burgstuhl erhebt sich als ein ca. 20 Meter hoher Hügel.
Von der Anlage ist ein doppelter Ringwall erhalten.
Der äußere etwa 8 Meter breite und nahezu 3 Meter hohe Ringwall umschließt eine ovale, ca. 125 Meter lange und ca. 95 Meter breite Fläche.
Der innere, auch etwa 8 Meter breite, aber nur bis zu 1 Meter hohe Ringwall umschließt ebenfalls eine ovale Fläche, welche ca. 75 Meter lang und ca. 50 Meter breit ist. 
In Richtung Königsfeld (Süd-Westen) haben beide Ringwälle je eine Lücke, die auf eine Toröffnung hinweist.

## Heutige Nutzung
Das Gelände wird forstwirtschaftlich genutzt. Die Reste der Ringwallanlage liegen komplett in einem Wald und sind teilweise mit Bäumen bewachsen. Sie sind touristisch nicht erschlossen.

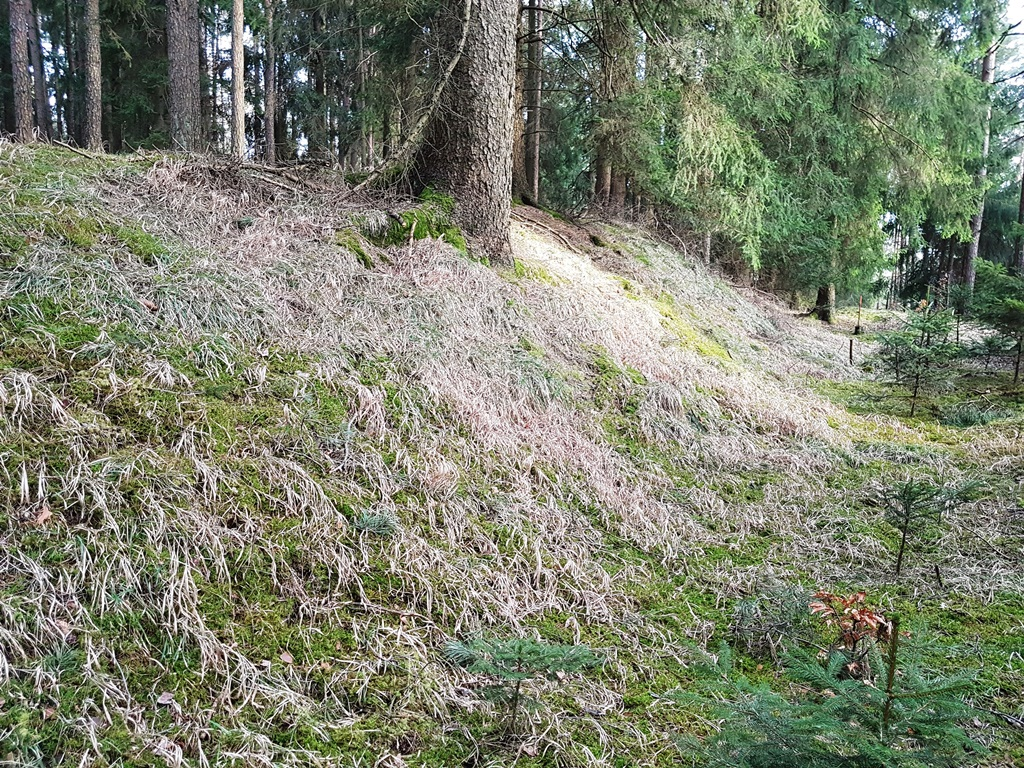
Ringwall Burgstuhl im Westen
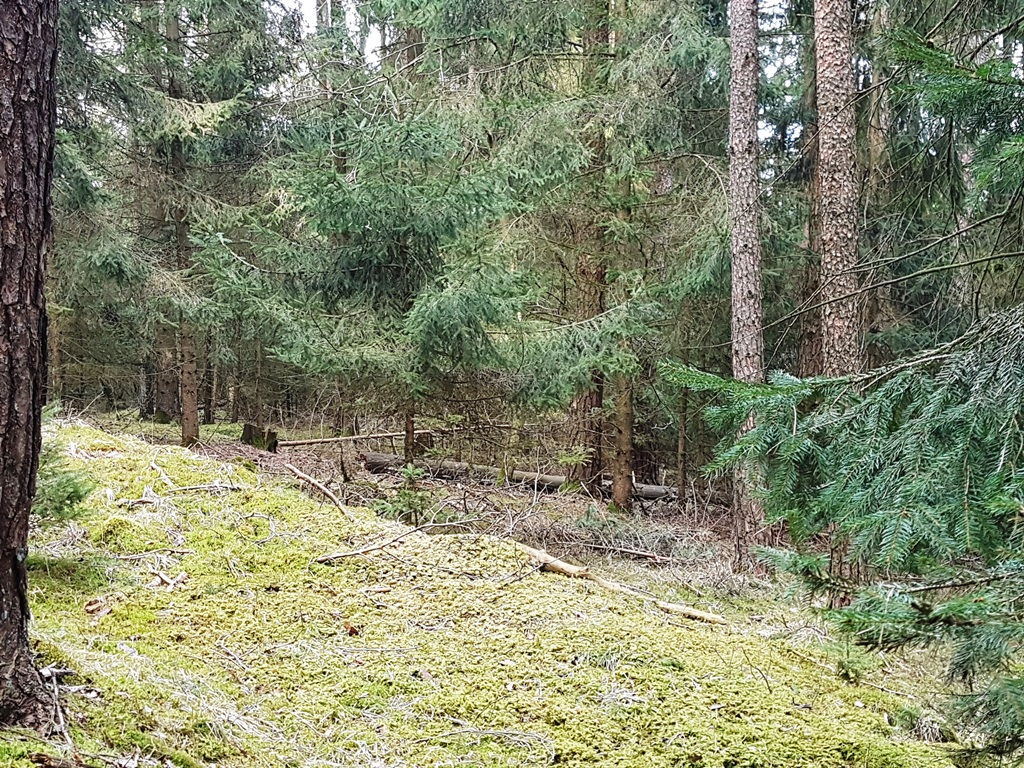
Ringwall Burgstuhl im Süden
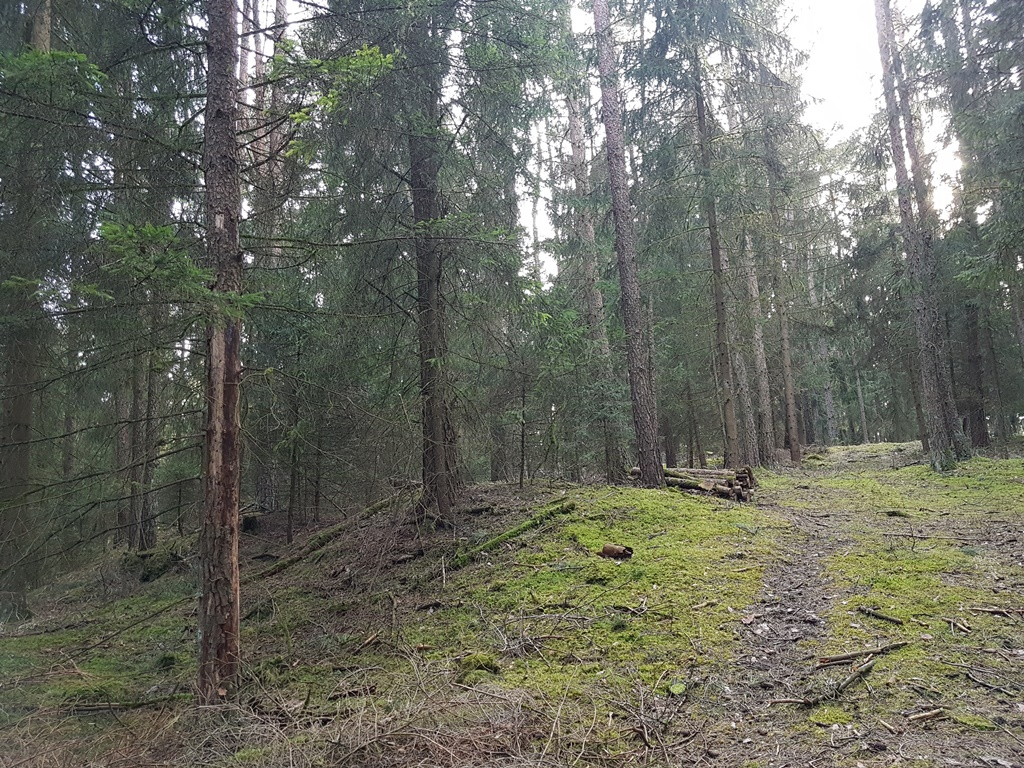
Ringwall Burgstuhl mit Toröffnung im Osten
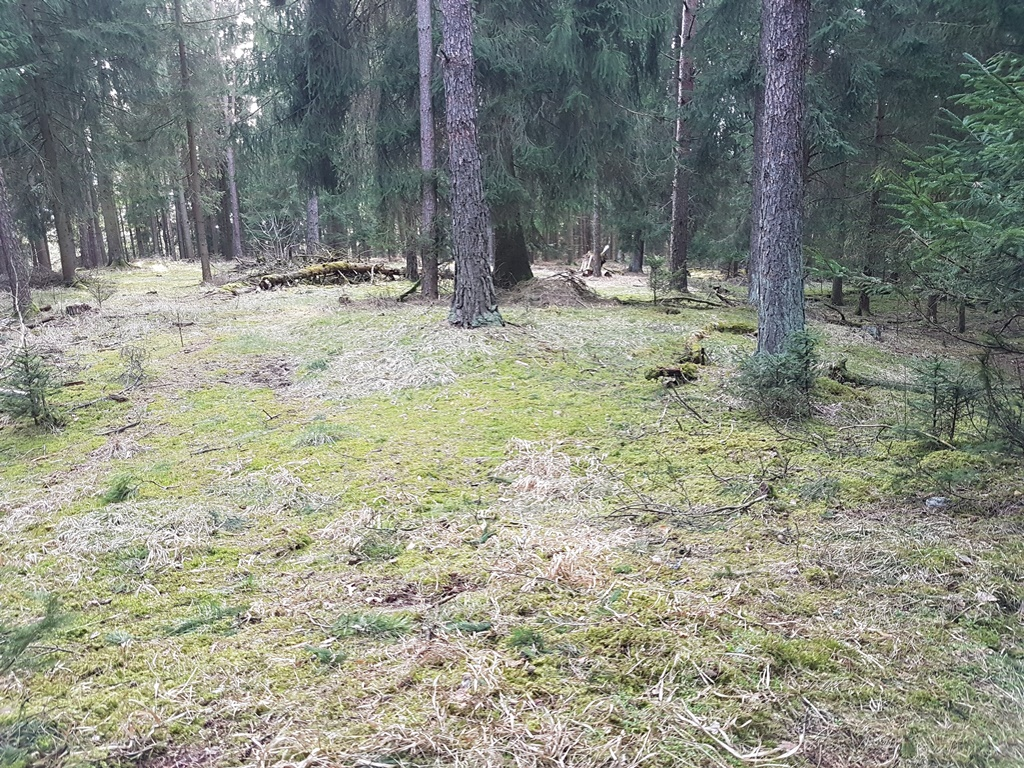
Ringwall Burgstuhl: Plateau innen